# Манцигов, Абуязид Русланович
Абуязид Русланович Манцигов (род. 28 июля 1993, Владимир) — российский борец греко-римского стиля, чемпион и призёр чемпионатов мира, России и Европы, чемпион мира среди юниоров, обладатель и призёр Кубков мира, мастер спорта России международного класса.

## Карьера
Выпускник Владимирского государственного университета. Член сборной команды России с 2016 года.
На предолимпийском чемпионате мира 2019 года, который проходил в столице Казахстана, в весовой категории до 72 кг завоевал золотую медаль победив в финале борца из Узбекистана Арама Варданяна.

## Спортивные результаты
- Гран-при Ивана Поддубного 2014 — ;
- Чемпионат России по греко-римской борьбе 2015 — ;
- Чемпионат России по греко-римской борьбе 2016 — ;
- Гран-при Ивана Поддубного 2017 года — [2];
- Чемпионат России по греко-римской борьбе 2017 — ;
- Чемпионат России по греко-римской борьбе 2018 — ;
- Чемпионат России по греко-римской борьбе 2019 — ;
- Чемпионат России по греко-римской борьбе 2020 — ;
- Чемпионат России по греко-римской борьбе 2021 — ;
- Чемпионат России по греко-римской борьбе 2022 — ;
- Чемпионат России по греко-римской борьбе 2023 — ;

## Награды
- Медаль «За заслуги перед Чеченской Республикой» (25 июня 2021) — за высокие спортивные достижения, получившие международное признание